# Eastern Regional Service Board
Het Eastern Regional Service Board is een regional service board (RSB) in Newfoundland en Labrador, de oostelijkste provincie van Canada. De op een intercommunale gelijkende publieke organisatie staat in voor afval-, drinkwater- en afvalwaterbeheer en brandweervoorziening in het zuidoosten van het eiland Newfoundland.
Het Eastern RSB heeft de meeste bevoegdheden van alle regional service boards in de provincie en is daarenboven bevoegd voor een gebied met ruim 270.000 inwoners – meer dan de helft van de totale provinciale bevolking. Het baat nabij Robin Hood Bay te St. John's een van Newfoundlands twee grote regionale vuilnisbelten uit.

## Geschiedenis

### Algemeen
Op 25 februari 2008 richtte het provinciebestuur van Newfoundland en Labrador het Greater Avalon Regional Service Board op. Dit gebeurde op basis van de "Regional Service Board Act" (1990) die in voege was getreden in 2004. In 2011 werd de naam van het RSB veranderd tot de huidige naam.
Oorspronkelijk had het RSB uitsluitend afvalbeheer als bevoegdheid. Op 15 januari 2013, zo'n vijf jaar na de oprichting, werden de bevoegdheden verder uitgebreid naar drinkwaterbeheer, afvalwaterbeheer en brandweer. Deze bevoegdhedenuitbreiding kwam er op basis van de vernieuwde "Regional Service Boards Act, 2012".

### Fusieplannen
Op 31 december 2019 publiceerde het Department of Municipal Affairs and Environment een rapport met betrekking tot de provinciale afvalbeheersstrategie. Daarin werd geadviseerd om over te gaan tot een fusie van het Eastern RSB, Burin Peninsula RSB en Discovery RSB tot een enkele entiteit bevoegd over heel Oost-Newfoundland. Anno 2024 zijn er echter nog geen concrete stappen in die richting gezet.

## Taken
Het RSB heeft binnen de Eastern Region van de provincie Newfoundland en Labrador de volgende bevoegdheden:
- Het uitbouwen, uitbaten en onderhouden van een afvalbeheerssysteem
- Het houden van operationeel toezicht over drinkwatersystemen
- Het houden van operationeel toezicht over afvalwatersystemen
- Het verlenen van brandweerdiensten

## Werkingsgebied
Het werkingsgebied van het Eastern RSB is de door de provincie ervoor gedefinieerde "Eastern Region". Deze komt overeen met het schiereiland Avalon inclusief de Landengte van Avalon en het gebied direct ten noorden ervan, reikend tot Swift Current, Clarenville en Random Island. Dat gebied telt meer dan de helft van de inwoners van de provincie en omvat onder meer de provinciehoofdstad St. John's en de omliggende metropoolregio.
In de onderstaande lijst staan alle plaatsen vermeld die vallen onder de bevoegdheid van het Eastern RSB, met vermelding of ze een gemeente of stad, een local service district of een plaats zonder lokaal bestuur zijn.
| - Admirals Beach - Aquaforte - Arnold's Cove - Avondale - Bauline - Bay Bulls - Bay de Verde - Bay Roberts - Bishop's Cove - Branch - Brigus - Bryant's Cove - Cape Broyle - Carbonear - Chance Cove - Chapel Arm - Clarenville - Clarke's Beach - Colinet - Colliers - Come By Chance - Conception Bay South - Conception Harbour - Cupids - Fermeuse - Ferryland - Flatrock - Fox Harbour - Gaskiers-Point La Haye - George's Brook-Milton - Hant's Harbour - Harbour Grace - Harbour Main-Chapel's Cove-Lakeview - Heart's Content - Heart's Delight-Islington - Heart's Desire - Holyrood - Logy Bay-Middle Cove-Outer Cove - Long Harbour-Mount Arlington Heights - Mount Carmel-Mitchells Brook-St. Catherine's - Mount Pearl (stad) - New Perlican - Norman's Cove-Long Cove - North River - Old Perlican - Paradise - Petty Harbour-Maddox Cove - Placentia - Point Lance - Port Kirwan - Portugal Cove South - Portugal Cove-St. Philip's - Pouch Cove - Renews-Cappahayden - Riverhead - Salmon Cove - Small Point-Adam's Cove-Blackhead-Broad Cove - South River - Southern Harbour - Spaniard's Bay - St. Bride's - St. John's (stad) - St. Joseph's - St. Mary's - St. Shott's - St. Vincent's-St. Stephen's-Peter's River - Sunnyside - Torbay - Trepassey - Upper Island Cove - Victoria - Wabana - Whitbourne - Whiteway - Winterton - Witless Bay | - Bellevue - Bellevue Beach - Biscay Bay - Blaketown - Brigus South - Burgoynes Cove - Burnt Cove-St. Michael's-Bauline South - Calvert - Caplin Cove-Southport - Cavendish - Deep Bight - Deer Park/Vineland Road - Dildo - Fairhaven - Forest Field-New Bridge - Freshwater (Bay de Verde) - Garden Cove - Georgetown - Goobies - Grates Cove - Green's Harbour - Hickman's Harbour-Robinson Bight - Hodge's Cove - Hopeall - Lance Cove - Little Harbour - Lower Lance Cove - Makinsons - Markland - Marysvale - Mobile - New Chelsea-New Melbourne-Brownsdale-Sibley's Cove-Lead Cove - New Harbour - North Harbour (Placentia Bay) - O'Donnells - Old Shop - Patrick's Cove-Angels Cove - Petley - Random Island West - Random Sound West - Roaches Line - Smith Sound - South Dildo - Swift Current-Black River - Thornlea - Tors Cove - Admiral's Cove - Arnold's Cove Station - Bickfordville - Brigus Junction - Bristol's Hope - Britannia - Burnt Point-Gull Island-Northern Bay - Caplin Cove-Low Point - Cuslett - Freshwater (Bell Island) - Great Barasway - Harricott - Job's Cove - Kingston - Lower Island Cove - Mahers - Mall Bay - Middle Gull Pond - North Harbour (Avalon) - North Harbour South - Ocean Pond - Ochre Pit Cove - Perry's Cove - Point Verde - Port de Grave - Red Head Cove - Salmonier Line - Ship Harbour - Spread Eagle - Turks Cove - Western Bay - Witless Bay Line |